# روبرت روبنسون (سياسي)
روبرت روبنسون هو سياسي كندي، ولد في 17 نوفمبر 1826، وتوفي في 5 سبتمبر 1885. انتخب عضو الجمعية التشريعية لنيو برونزويك ‏ (1870 – 1878).